# Station Oberschleißheim
Station Oberschleißheim is een voorstadsstation in de Duitse plaats Oberschleißheim in de nabijheid van München, en wordt bediend door de lijn S1 van de S-bahn van München.   